# Supercross 2000
Supercross 2000 és un videojoc per la Nintendo 64 i PlayStation basat en l'esport amb motos sobre el supercross. Va ser llançat el 1999.
Es confon amb el videojoc semblant a aquest que es diu Jeremy McGrath Supercross 2000 fet per Acclaim.

## Jugabilitat
Supercross 2000 ofereix diverses modalitats de cursa i estil lliure. Quick Race està disponible per a jugadors que vulguin competir sense preocupar-se per les opcions. De la mateixa manera, s'inclou una opció d'estil lliure ràpid. A més, hi ha modes de carrera única, estil lliure, pràctica i temporada. Single Race permet que un o dos jugadors corriquen en 16 Supercross o cinc pistes amateurs. La manera Freestyle és una competició cronometrada per a un o dos jugadors per veure qui pot treure la majoria dels acrobàcies. La pràctica és per a una acció en solitari i inclou una opció per salvar un fantasma. Finalment, hi ha un mode Temporada per a un jugador que competeixi en tota la sèrie de Supercross EA Sports de 16 pistes.
Supercross 2000 està llicenciat per l'AMA i per Pace Motor Sports. Inclou totes les 16 pistes reals de la sèrie patrocinada per EA Sports, així com 25 dels millors pilots de Supercross i freestyle de la temporada de 1998 i compta amb comentaris de play-by-play d'Art Eckman de l'ESPN.

## Banda sonora
- The Living End – "Prisoner of Society"
- The Living End – "I Want A Day"
- MxPx – "The Next Big Thing"
- Pulley – "Over It"
- All – "Perfection"
- 40 Watt Domain – "Bubble"